# Odense Sygehus
Odense Sygehus (duń: Odense Sygehus Station) – przystanek kolejowy w Odense, w regionie Dania Południowa, w Danii.
Znajduje się na pierścieniu Kløvermosevej na południe od centrum Odense, naprzeciwko szpitala uniwersyteckiego, z którym jest połączony. Jest jednym z najważniejszych punktów na Svendborgbanen i jest używany głównie przez turystów, pacjentów i personel w szpitalu. Stacja ma tylko jeden peron i jeden tor.
Z przystanku kursują pociągi regionalne dwa razy na godzinę do Odense i Ringe / Svendborg.
| Odense Sygehus       |  |             |
| Linia Svendborgbanen |  |             |
| Odense               |  | Fruens Bøge |